# Turmhügel Endsee
Der Turmhügel Endsee ist eine abgegangene mittelalterliche Turmhügelburg (Motte) auf dem Schlossbuck, nördlich der Straße nach Reichelshofen am Hochufer des abgelassenen Endsees unmittelbar westlich von Endsee, einem heutigen Ortsteil der Gemeinde Steinsfeld im Landkreis Ansbach in Bayern.
Die Motte wird als der erste Sitz der seit 1115 in der historischen Überlieferung erscheinenden Herren von Endsee angesehen, bevor sie ihren Sitz auf das Alte Schloss auf dem Endseer Berg verlegten. Bestätigt wird dies durch Lesefunde des 11. Jahrhunderts, die beim Abtragen des Turmhügels im Zuge des Abbaus von Gipskeuper getätigt wurden.
Der Turmhügel ist dadurch mittlerweile größtenteils zerstört. Die Außenböschung ist außer im Süden noch ansatzweise vorhanden. Der Hügel war auf einem kleinen Geländesporn aufgeschüttet worden, der etwas in den Endsee hineinragte. Ein Halsgraben schnitt die Geländezunge im Süden und Osten ab. Der so entstandene Hügel dürfte einen Basisdurchmesser von ca. 70 m und ein Plateau von ca. 25–30 m Größe besessen haben. Seine Höhe dürfte 7–10 m über der Grabensohle betragen haben. Auf halber Hanghöhe verlief auf der Landseite ein 7 m breiter und max. 1 m tiefer Doppelspitzgraben, dabei dürfte es sich um die Gräben zweier Palisadenringe gehandelt haben. Im Westen war dem Hügel eine Terrasse von ca. 20 × 10 m Größe vorgelegt, auf der möglicherweise eine Vorburg lag.